# Botia udomritthiruji
Botia udomritthiruji är en fisk i familjen nissögefiskar som finns i södra Myanmar. Den förekommer också som akvariefisk.

## Utseende
Som alla nissögefiskar är Botia udomritthiruji en avlång fisk med en nedåtriktad mun, omgiven av flera skäggtömmar. Som ung har den 5 mörka tvärränder med ljusare mitt mot ljusare, brun- eller gulaktig botten. Med stigande ålder blir mönstret mörkare och mer oregelbundet, med oregelbundna mörka fält mellan tvärränderna. Ryggfenan har 12 mjukstrålar, och analfenan 8 till 9. Som mest kan den bli drygt 11 cm lång.

## Vanor
På grund av att arten är så pass nyligen beskriven är litet känt om dess vanor i naturen förutom att den är flodlevande och, i likhet med övriga arter inom familjen, en bottenfisk. I akvariet formar den grupper med en komplex social rangordning.

### Taxonomi
Arten har varit känd som en Botia-varietet inom akvarievärlden sedan 1993, men det var inte förrän 2007 som den beskrevs vetenskapligt av Ng Heok Hee.

## Utbredning
Botia udomritthiruji finns i Tenasserimfloden i södra Myanmar.

## Akvariefisk
Arten bör ha ett akvarium med dunkel belysning, sandbotten som fiskarna kan gräva i och rikligt med gömställen som träbitar och klippstycken utan vassa kanter. Vattenkvaliteten är viktig, och 30 – 50% av akvarievattnet bör bytas per vecka. Den föredrar en temperatur av 23 till 28 °C och ett pH mellan 6 och 7,5. Arten är inte särskilt aggressiv, men bör inte hållas med alltför små fiskar som den kan dominera på grund av sin storlek. Den trivs i grupp, och akvariet bör innehålla åtminstone 5 – 6 individer.

### Föda
Födan bör framför allt vara animalisk (kommersiell fiskmat av bättre kvalitet, men exempelvis också fjädermygglarver, tubifex, saltkräftor och hackade räkor), men vegetabilisk föda som algflingor, finfördelade bitar av gurka, melon, squash och förvälld spenat är dessutom lämplig.